# 阿含・桐山杯全日本早碁オープン戦
阿含・桐山杯全日本早碁オープン戦（あごん・きりやまはいぜんにほんはやごオープンせん）は、日本の囲碁の棋戦。プロとアマが対戦する唯一のオープン戦として、1994年にアコム杯全日本早碁オープン戦が創設され、1999年第6期より阿含・桐山杯となる。2025年の第32期で終了。

## 概要
アコムの協賛によって1994年に創設。1999年の第6期より協賛が阿含宗（開祖：桐山靖雄）に変わり、棋戦名も変更された。棋戦名には「早碁」を冠しており、持ち時間5時間が標準だった時代に持ち時間2時間（決勝戦は1時間30分）の棋戦として創設された。
アマチュア棋士も四段以下による一次予選（棋戦制度変更後の第10期以降は予選C）に出場できるのが特徴。参加者数は、
- 第1-2期は全日本アマチュア本因坊戦のベスト8、全日本女流囲碁選手権戦の優勝者・準優勝者、学生本因坊戦の優勝者・準優勝者の12名
- 第3期はこれに世界アマチュア囲碁選手権戦日本代表決定戦上位進出者を加えた16名
- 第4-26期は20名
- 第27期以降は8名

アマチュアが本戦入りしたのは、第31期までで3名（第18期の金成進と河成奉、第20期・第21期の洪爽義）。最高成績は河成奉の準々決勝進出。
第6期以降の決勝戦は京都市の阿含宗本山である釈迦山大菩提寺の蝸牛庵（かぎゅうあん）で行われ、優勝者は中国の阿含・桐山杯中国囲棋快棋公開戦優勝者との阿含・桐山杯日中決戦に出場する。
しかし第30期はアジア大会に出場した一力・井山が新型コロナウイルスに感染し10月7日阿含宗で予定していた決勝が12月24日日本棋院本院に延期された。さらに2025年をもって休止。2022年までは毎日新聞社も後援しており、23年決勝も24年2月に棋譜を連載していた。

## 方式
- 1期毎のトーナメント戦。本戦トーナメントの枠は16名で、前期優勝者・七大タイトル保持者は本戦にシード。決勝戦は一番勝負。
- 持時間は、予選は各1時間、本戦は2時間、決勝は1時間30分。
- 先番6目半コミ出し。
- 優勝賞金1000万円（準優勝500万円）。

## 歴代優勝者と決勝戦
（左が優勝者）
1. 1994年 王立誠 - 趙治勲
2. 1995年 加藤正夫 - 小林覚
3. 1996年 加藤正夫 - 依田紀基
4. 1997年 依田紀基 - 加藤正夫
5. 1998年 小林覚 - 趙治勲
6. 1999年 小林光一 - 高尾紳路
7. 2000年 趙善津 - 趙治勲
8. 2001年 趙善津 - 王立誠
9. 2002年 趙治勲 - 兪斌
10. 2003年 加藤正夫 - 張栩
11. 2004年 羽根直樹 - 小林光一
12. 2005年 井山裕太 - 小林覚
13. 2006年 張栩 - 羽根直樹
14. 2007年 張栩 - 趙治勲
15. 2008年 張栩 - 高梨聖健
16. 2009年 羽根直樹 - 張栩
17. 2010年 山下敬吾 - 趙治勲
18. 2011年 井山裕太 - 山下敬吾
19. 2012年 張栩 - 林子淵
20. 2013年 村川大介 - 志田達哉
21. 2014年 井山裕太 - 河野臨
22. 2015年 井山裕太 - 許家元
23. 2016年 河野臨 - 趙治勲
24. 2017年 六浦雄太 - 高尾紳路
25. 2018年 一力遼 - 芝野虎丸
26. 2019年 張栩 - 一力遼
27. 2020年 井山裕太 - 山下敬吾
28. 2021年 許家元 - 井山裕太
29. 2022年 平田智也 - 井山裕太
30. 2023年 一力遼 - 井山裕太
31. 2024年 一力遼 – 芝野虎丸
32. 2025年